# Evans Glacier (glaciär i Antarktis, lat -65,06, long -61,87)
Evans Glacier är en glaciär i Antarktis. Den ligger i Västantarktis. Argentina, Chile och Storbritannien gör anspråk på området. Evans Glacier ligger 201 meter över havet.
Terrängen runt Evans Glacier är varierad. Trakten är obefolkad. Det finns inga samhällen i närheten.